# Jardines hortícolas de la Universidad de Purdue
Los Jardines hortícolas de la Universidad Purdue ( en inglés : Purdue University Horticulture Gardens) conforman un Jardín botánico horticultura de 0,5 acres de extensión.
Está ubicado en el campus de la universidad Purdue en West Lafayette, Indiana.

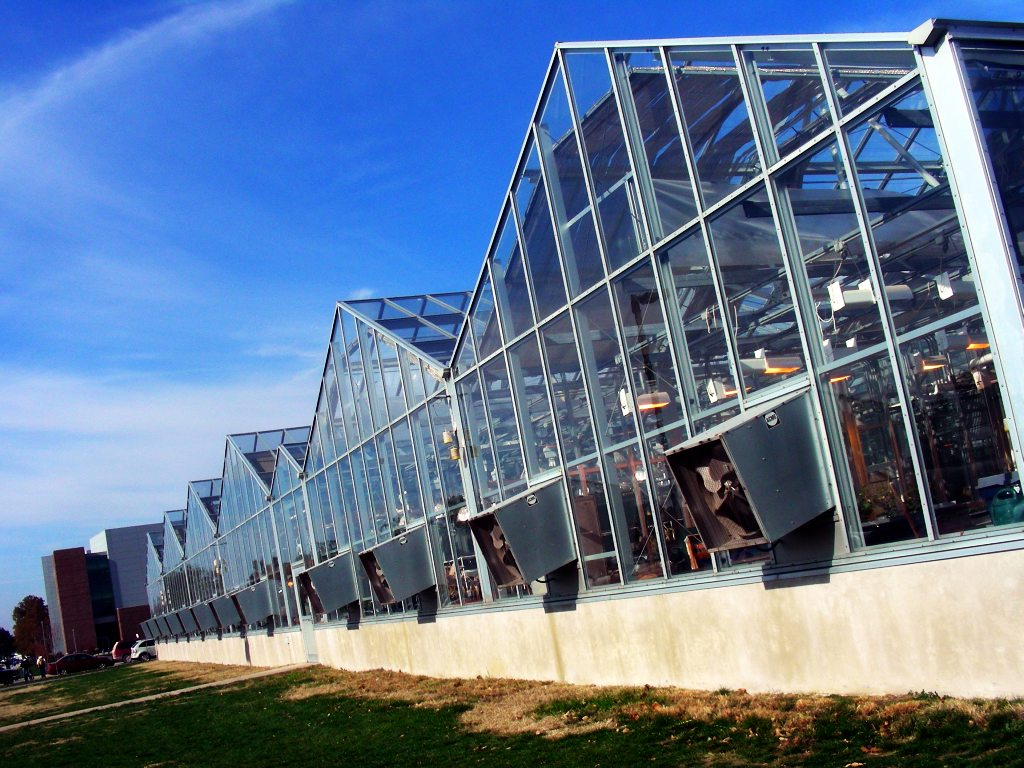
Invernaderos en el campus de la universidad Purdue.

## Localización
Purdue University Horticulture Gardens Purdue University, adjacent to the Horticulture Building at 625 Agriculture Mall Drive, West Lafayette, Tippecanoe county, Indiana 47907 United States of America-Estados Unidos de América.               
Planos y vistas satelitales.40°25′26.39″N 86°54′54.26″O / 40.4239972, -86.9150722
Está abierto al público los siete días de la semana a lo largo de todo el año.

## Historia
Este jardín hortícola fue creado en el campus de la universidad Purdue en 1982, adyacente al edificio de Horticultura con el objetivo de que sirviera como laboratorio vivo para las prácticas de los estudiantes de la universidad.

## Colecciones
El jardín alberga una gran variedad de plantas entre las que se incluyen:
- Plantas de flor perennes arbustivas con unas 200 especies,
- Plantas anuales de flor y verduras de jardín con unos 300 cultivares

Entre sus colecciones destacan:
- Peonias,
- Hemerocallis,
- Hostas,
- Bulbos de floración primaveral
- Hierbas ornamentales para arquitectura del paisaje.